# La Cuchilla, Guerrero
La Cuchilla är en ort i Mexiko.   Den ligger i kommunen Juchitán och delstaten Guerrero, i den södra delen av landet, 300 km söder om huvudstaden Mexico City. La Cuchilla ligger 157 meter över havet och antalet invånare är 127.
Terrängen runt La Cuchilla är huvudsakligen platt, men åt sydväst är den kuperad. Runt La Cuchilla är det ganska glesbefolkat, med 29 invånare per kvadratkilometer. Närmaste större samhälle är Marquelia, 15,9 km väster om La Cuchilla. Omgivningarna runt La Cuchilla är en mosaik av jordbruksmark och naturlig växtlighet.